# Zanthoxylum clava-herculis
Zanthoxylum clava-herculis är en vinruteväxtart som beskrevs av Carl von Linné. Zanthoxylum clava-herculis ingår i släktet Zanthoxylum och familjen vinruteväxter. Inga underarter finns listade i Catalogue of Life.